# Daviesia polyphylla
Daviesia polyphylla är en ärtväxtart som beskrevs av George Bentham. Daviesia polyphylla ingår i släktet Daviesia, och familjen ärtväxter. Inga underarter finns listade i Catalogue of Life.